# حواصیل رنگارنگ
حواصیل رنگارنگ (نام علمی: Egretta picata) نام یک گونه از سرده قار است.